# GAVI
|  | Aquest article tracta sobre l'aliança global. Vegeu-ne altres significats a «Gavi (desambiguació)». |

GAVI, oficialment Gavi, la Vaccine Alliance (anteriorment GAVI Alliance, i abans Global Alliance for Vaccines and Immunization, d'aquí el GAVI, traduït com l'Aliança Global per a les Vacunes i la Immunització) és una associació de salut mundial pública-privada amb l'objectiu d'augmentar l'accés a la immunització als països pobres.
GAVI reuneix els governs de països en desenvolupament i donants, l'Organització Mundial de la Salut, l'UNICEF, el Banc Mundial, la indústria de les vacunes tant en països industrialitzats com en desenvolupament, agències de recerca i tècniques, societat civil, la Fundació Bill i Melinda Gates i altres filantrops privats. GAVI té la condició d'observador a l'Assemblea Mundial de la Salut.
S'ha elogiat GAVI per ser innovador, eficaç i menys burocràtic que les institucions governamentals multilaterals com l'OMS. Els programes GAVI sovint poden produir resultats quantificats, políticament atractius i fàcils d'explicar dins d'un cicle electoral, que resulten atractius per a partits tancats en un cicle electoral.
Actualment dona suport a la vacunació de gairebé la meitat dels nens del món, cosa que li dona poder per negociar millors preus per als països més pobres del món i eliminar els riscos comercials als quals s'enfrontaven els fabricants al servei d'aquest mercat. També proporciona finançament per enfortir els sistemes de salut i formar treballadors sanitaris a tot el món en desenvolupament. Fins ara Gavi ha ajudat a vacunar més de 760 milions de nens, evitant més de 13 milions de morts a tot el món, contribuint a augmentar la cobertura de la vacuna DTP3 en països amb suport del 59% el 2000 al 81% el 2019, contribuint a reduir a la meitat la mortalitat infantil.
GAVI ha estat criticat per donar als donants privats més poder unilateral per decidir sobre els objectius globals de la salut, prioritzant vacunes noves i costoses, alhora que posa menys diners i esforços en ampliar la cobertura de les antigues i barates, perjudicant els sistemes sanitaris locals, gastant massa en subvencions a grans empreses farmacèutiques rendibles sense reduir els preus d'algunes vacunes, i els seus conflictes d'interessos per tenir fabricants de vacunes al seu consell de govern. GAVI ha pres mesures per abordar algunes d'aquestes preocupacions.
L'aproximació de GAVI a la salut pública s'ha descrit com a empresarial i centrat en la tecnologia, mitjançant mesures orientades al mercat i buscant resultats quantificables. Aquest model, anomenat "enfocament de Gates" o enfocament de tipus americà, es exemplificat per GAVI. Contrasta amb l'enfocament tipificat per la Declaració d'Alma-Ata, que se centra en els efectes dels sistemes polítics, socials i culturals sobre la salut.